# 자기 고양적 편견
자기 고양적 편견(self-serving bias)은 어떤 개인이 단체의 성공이 자신으로 인한 것으로 여기는 반면, 실패의 경우 다른 구성원의 탓으로 돌리는 경향을 말한다. 일반적으로 자기 고양적 편견은 공동체 사회에서 성공을 자신의 입신양명을 위해 가로채려는 반면, 실패의 책임을 회피하려는 모양으로 자주 발견할 수 있다. 유쾌한 정서와 결합되면 이러한 편견은 더욱 증가한다.

## 같이 보기
- 과대망상
- 교만
- 나르시시즘
- 더닝-크루거 효과
- 오만 (자기애)
- 자기 고양
- 자기불구화